# Андрей, Теодор
Теодор Октавиан Андрей (рум. Theodor Octavian Andrei, род. 9 октября 2004 г. в г. Бухарест, Румыния) — румынский певец. Представитель Румынии на конкурсе песни Евровидение 2023 с песней «D.G.T. (Off and On)» («Пальцы (Включить и выключить)»).

## Биография
Теодор Андрей прославился участием в 2017 году в шоу талантов Vocea Romaniei Junior («Голос Румынии. Дети»), румынской версии The Voice Kids, где он дошёл до полуфинала. В 2020 году он принял участие в местной версии The X Factor, где остановился на буткемпах. Его дебютный альбом Fragil был выпущен в 2022 году.
В декабре 2022 года Теодор Андрей был утверждён в числе 12 участников «Национального отбора 2023», фестиваля, используемого для отбора представителя Румынии на ежегодном конкурсе песни «Евровидение». «D.G.T. (Off and On)», его песня для конкурса, уже была выпущена в качестве трека на его альбоме в сотрудничестве с Лукой Удэцяну; по этому случаю была выпущена 3-минутная сольная версия, максимальная продолжительность для выступления на Евровидении. 11 февраля 2023 года певец выступил на Национальном отборе, где телеголосование выбрало его победителем среди 12 предложений и национальным представителем на конкурсе песни «Евровидение-2023» в Ливерпуле.

## Награды
В 2022 году он получил премию Myosotis Award на Radar de Media Awards за лучшее творение певца-автора песен в номинации «Исполнитель песен».

## Дискография

### Альбомы
| Название | Информация                                              |
| -------- | ------------------------------------------------------- |
| Fragil   | - Выпущен: 15 октября 2022 - Издатель: Selective Studio |

## Синглы
- 2017 — Young and Sweet
- 2018 — Și dacă azi zâmbesc
- 2019 — Stelele de pe cer
- 2019 — Nu te mira ca nu te place
- 2020 — Nu le place
- 2020 — Nu mai vreau sentimente (con Oana Velea)
- 2020 — Beatu' asta fire
- 2020 — Crăciunul ăsta
- 2021 — Genul meu
- 2021 — Selectiv
- 2021 — Tatuaj
- 2022 — Ţigări mentolate (con Valentina)
- 2022 — Prigoria Teen Fest (con Shtrood)
- 2022 — D.G.T. (Off and On)